# کوچ اجباری در ایران
کوچ اجباری یا تبعید عملی است که طی آن تمام اعضای یک جامعه اجباراً از نقطه‌ای به نقطهٔ دیگر جابه‌جا می‌شوند. حکومت‌های ایران در دوره‌های مختلف و با اهداف گوناگون، مثل تنبیه اقوام سرکش یا افزایش جمعیت در مناطق کم‌جمعیت، مردمان این سرزمین را کوچانده‌اند. کوچ اجباری با دیگر اقدامات مشابه مانند یکجانشین کردن عشایر، تبعید افراد، نسل‌کشی یا اسیر گرفتن مردم منطقهٔ فتح شده متفاوت است. کوچ اجباری در ایران را می‌توان در سه دورهٔ تاریخی اصلی بررّسی کرد. این عمل فقط مخصوص حاکمان ایرانی نبوده است و در میان حکّام سایر سرزمین‌ها نیز دیده می‌شود.

## تاریخ

### هخامنشیان
هخامنشیان این اقدام را از تمدّن‌های بین‌النهرین وام گرفتند. آنان زمانی که مردمانی قصد شورش علیه حکومت مرکزی را داشتند یا در زمان نیاز به نیروی کار ماهر از کوچ اجباری استفاده می‌کردند؛ مثلاً داریوش یکم از جابه‌جا کردن مادها، بابلیان، مصریان و ساردی‌ها برای ساخت کاخ در شوش سخن گفته است. به این افراد زمین و اجازهٔ حفظ فرهنگ و زبان داده شده بود. ولی اجازهٔ سفر نداشتند و باید مالیات می‌دادند.

### دورهٔ اسلامی

#### صفویان
شاهان صفوی در دوره‌های مختلفی کوچ اجباری انجام داده‌اند اما اقدامات شاه عبّاس یکم، تبعیدهای زیادی در این کشور انجام داد. اهداف او عمدتاً نظامی-سیاسی بودند. از معروفترین آنها کوچ اجباری طوایف کرد از کردستان به شمال خراسان و درهٔ رود اترک بود، علت این کار را احتمالاً پیوستن کردها به عثمانی‌ها ذکر کرده‌اند. از دیگر اقدامات صفویه کوچ دادن ترک‌ها در مناطق مختلف قفقاز بود و از همه مشهورتر کوچ طوایف قاجار از قفقاز به گرگان، استرآباد و مرو بود تا بتواند تمرکز نیروهای ترک را کمرنگ کند. مسیر اصلی کوچ در دورهٔ صفویه را می‌توان محور تبریز تا بندرعباس با محوریت اصفهان دانست.

#### افشاریان
نادرشاه افشار نسبت به صفویان سیاست منسجم‌تری در زمینهٔ انتقال اجباری اقوام داشت. او طیف‌های گسترده‌ای از سرتاسر ایران به خراسان، به ویژه مشهد، تربت جام، نیشابور و قوچان کوچاند تا جمعیت پایتخت جدیدش را افزایش دهد.
مسیر اصلی کوچ در دورهٔ افشار را می‌توان خطوط همگراشده به سمت مشهد دانست.

#### زندیه
پس تثبیت قدرت خان زند در ایران، او همچون نادرشاه برای افزایش جمعیت مناطق مرکزی ایران، اقوام مختلفی از کردها و قفقازی‌ها را با خود به پایتخت جدید، آورد، همچنین طوایفی از لرها و بحتیاری‌ها را به فارس یا قم و ورامین کوچاند. اقدامات کریم خان یادآور اقدامات صفویان است با این تفاوت که کرمانشاه، شیراز و بوشهر مرکزیت یافته‌اند و اصفهان رها شده است. همچنین به نظر می‌رسد اقدامات خان زند کمتر قهری بوده‌اند.

#### قاجار
در دوره جنگ‌های ایران و روس، قاجاریان به جهت جلوگیری روس‌ها از عشایر آنان را از شمال کشور خارج کردند. همچنین برخی عشایر مانند قشقایی‌ها و بختیاری‌ها با توجه به شرکت در انقلاب مشروطه جا به جایی‌هایی داشتند.

#### پهلوی
رضاشاه پهلوی تغییرات عمده‌ای در ایلات و عشایر انجام داد که هم از کوچ اجباری و هم یکجانشین کردن عشایر استفاده کرد.